# Musikjahr 1727
Liste der Musikjahre

◄◄ | ◄ | 1723 | 1724 | 1725 | 1726 | Musikjahr 1727 | 1728 | 1729 | 1730 | 1731 | ► | ►►

Weitere Ereignisse
Dieser Artikel behandelt das Musikjahr 1727.

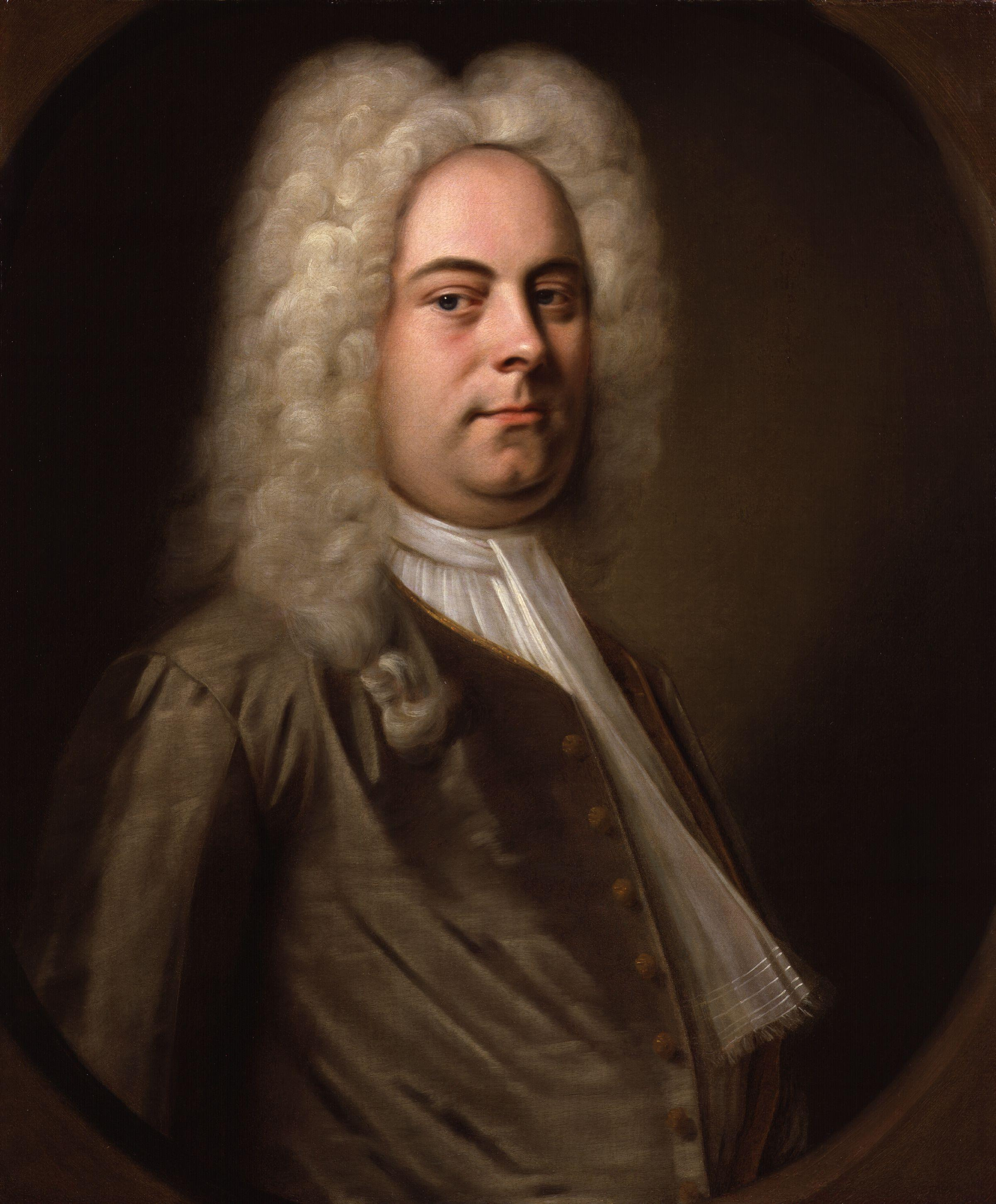
Georg Friedrich Händel – auf einem Ölgemälde, das etwa 1726 bis 1728 entstanden ist und dem Maler Balthasar Denner zugeschrieben wird

## Ereignisse

### Johann Sebastian Bach
- Johann Sebastian Bach ist seit dem 30. Mai 1723 Thomaskantor und musikalischer Leiter der Thomaskirche in Leipzig.
- Den Titel eines Fürstlich-Köthenischen Kapellmeisters darf Bach trotz seines Weggangs aus Köthen im Jahr 1723 weiterführen. Er liefert noch bis zum Tod von Fürst Leopold von Anhalt-Köthen (1728) Musik zu den Festtagen des Fürstenhauses.
- 05. Januar: Uraufführung der Bach-Kantate Ach Gott, wie manches Herzeleid (BWV 58).
- 02. Februar: Uraufführung der Bach-Kantate Ich habe genug (BWV 82).
- 06. Februar: Uraufführung der Bach-Kantate Ich lasse dich nicht, du segnest mich denn (BWV 157).
- 09. Februar: Uraufführung der Bach-Kantate Ich bin vergnügt mit meinem Glücke (BWV 84).
- 11. April: Die Matthäus-Passion (BWV 244b) von Johann Sebastian Bach hat Uraufführung in der Thomaskirche in Leipzig. Der Text des Werkes stammt von Christian Friedrich Henrici alias Picander.
- 12. Mai: Die Kantate Entfernet euch, ihr heitern Sterne (BWV Anhang 9) wird am Geburtstag von König August II. von Studenten der Universität Leipzig auf dem Marktplatz unter Bachs Regie aufgeführt. Dem König wird das von Christian Friedrich Haupt verfasste Libretto überreicht.
- 03. August: Uraufführung der Bach-Kantate Ihr Häuser des Himmels, ihr scheinenden Lichter (BWV 193a).
- 25. August: Uraufführung der Bach-Kantate Ihr Tore zu Zion (BWV 193).
- 17. Oktober: Uraufführung der Bach-Kantate Laß, Fürstin, laß noch einen Strahl (BWV 198).
- Johann Sebastian Bach wird zum zwölften Mal Vater. Das fünfte gemeinsame Kind mit seiner zweiten Frau Anna Magdalena Bach, Ernestus Andreas Bach, wird geboren, stirbt aber noch in diesem Jahr.

### Georg Friedrich Händel

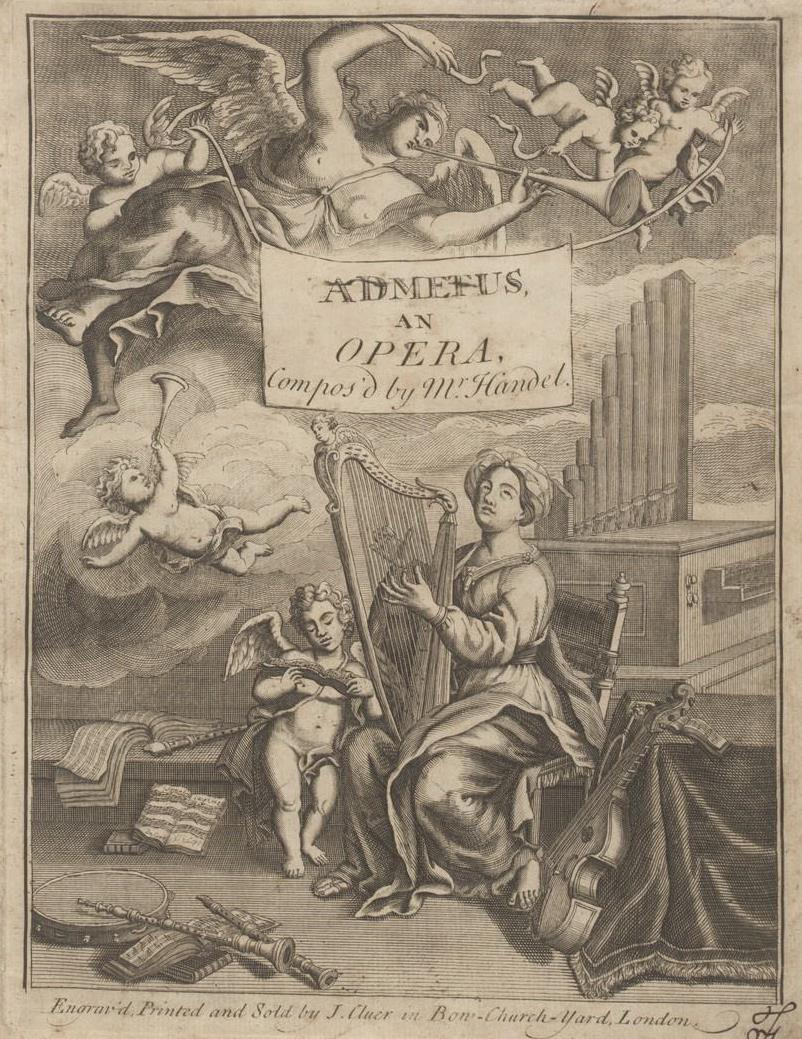
Georg Friedrich Händel – Admeto – Titelseite der Partitur

- Georg Friedrich Händel ist in London als musikalischer Direktor der Royal Academy of Music, eines Opernunternehmens auf Subskriptionsbasis am King’s Theatre, tätig. Er wohnt seit Juli/August 1723 in London in der 25 Brook Street und bewohnt hier bis zu seinem Tod im Jahr 1759 zwei Stockwerke. Nahezu alle Werke, die seit 1723 entstehen, werden in diesem Haus komponiert. Auch die Vorbereitungen der Aufführungen finden oft im Händelschen Dining Room statt.
- 31. Januar: Die Oper Admeto von Georg Friedrich Händel wird am King’s Theatre am Londoner Haymarket uraufgeführt. Der Urheber des Librettos ist unbekannt, wahrscheinlich stammt es von Nicola Francesco Haym. Als literarische Vorlage diente L’Antigona delusa da Alceste von Aurelio Aureli.
- Händel fällt die hohe Ehre zu, die vier Coronation Anthems zur Krönung von König Georg II. und seiner Gemahlin Caroline in der Westminster Abbey zu komponieren, die am 11. Oktober stattfindet. Das erste Anthem Zadok the priest wird seit 1727 bei jeder Krönung eines englischen Monarchen verwendet, zuletzt 1953 für Königin Elisabeth.
- 11. November: Die Oper Riccardo Primo von Georg Friedrich Händel wird am King’s Theatre in London uraufgeführt. Es ist Händels dritte Oper für das Triumvirat Faustina Bordoni, Francesca Cuzzoni und Senesino. Das Libretto stammt von Paolo Antonio Rolli.

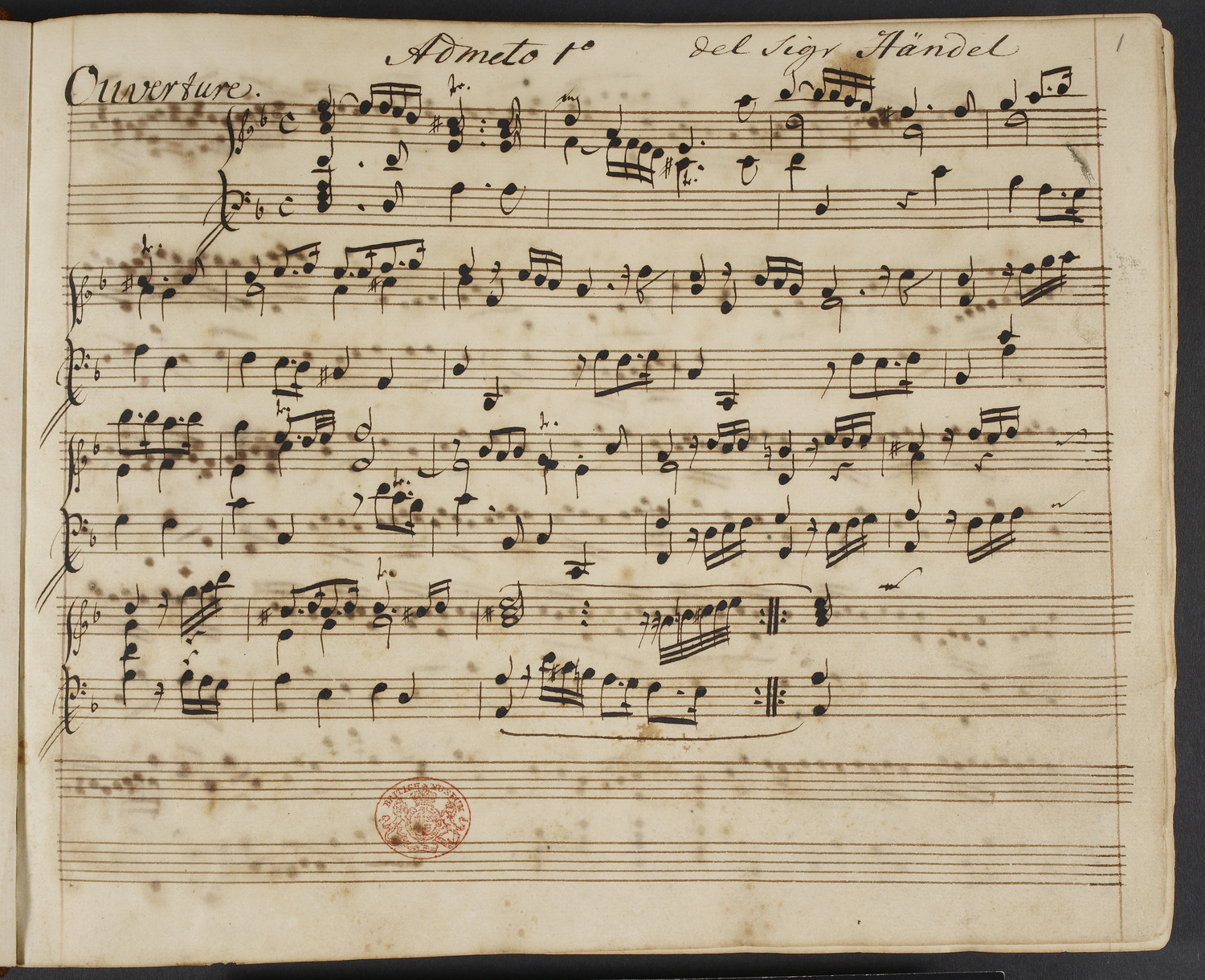
Auszug aus der Partitur von Händels Oper Admeto, re di Tessaglia (BL Add MS 38002 f. 1r)
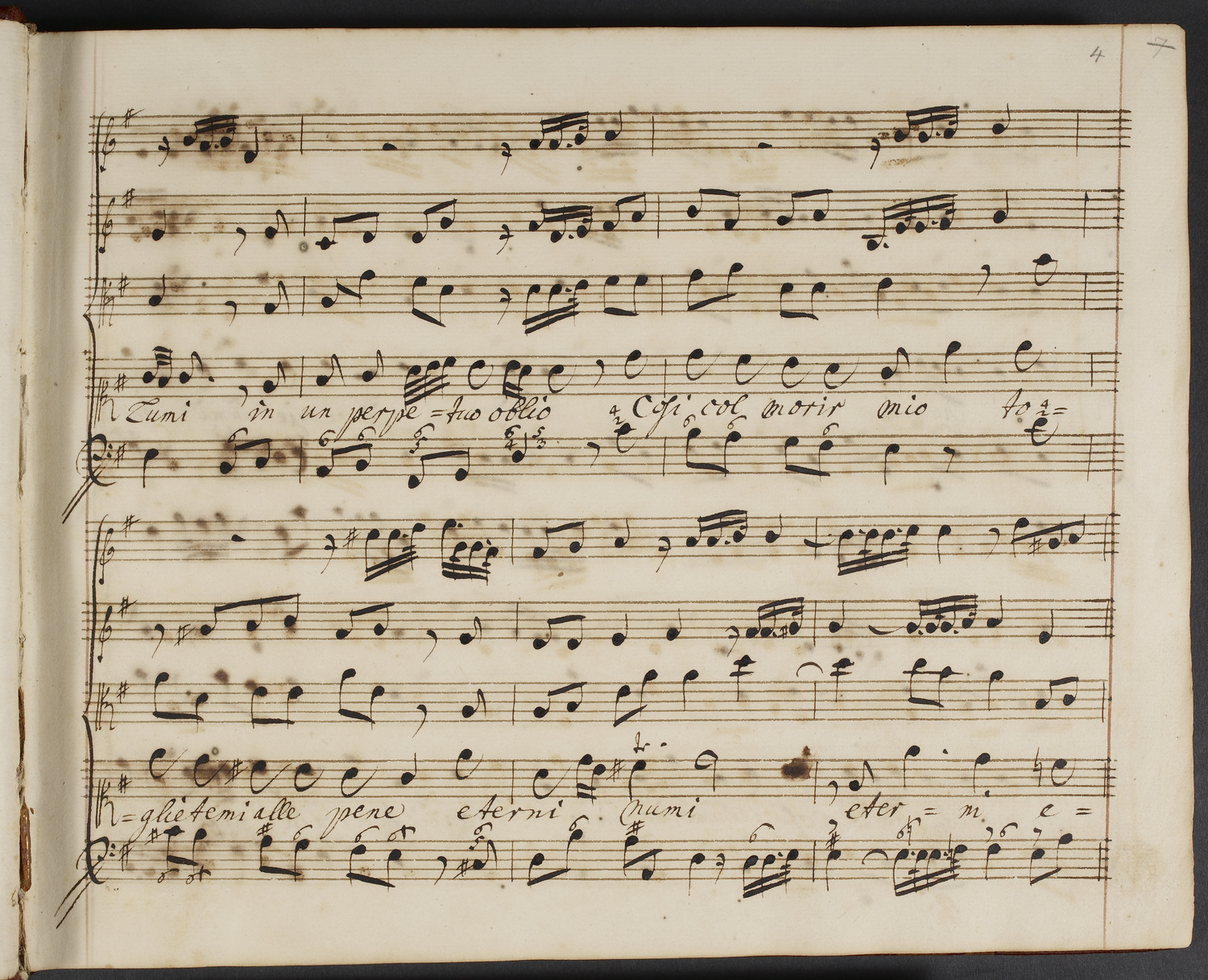
Auszug aus der Partitur von Händels Oper Admeto, re di Tessaglia (BL Add MS 38002 f. 4r)
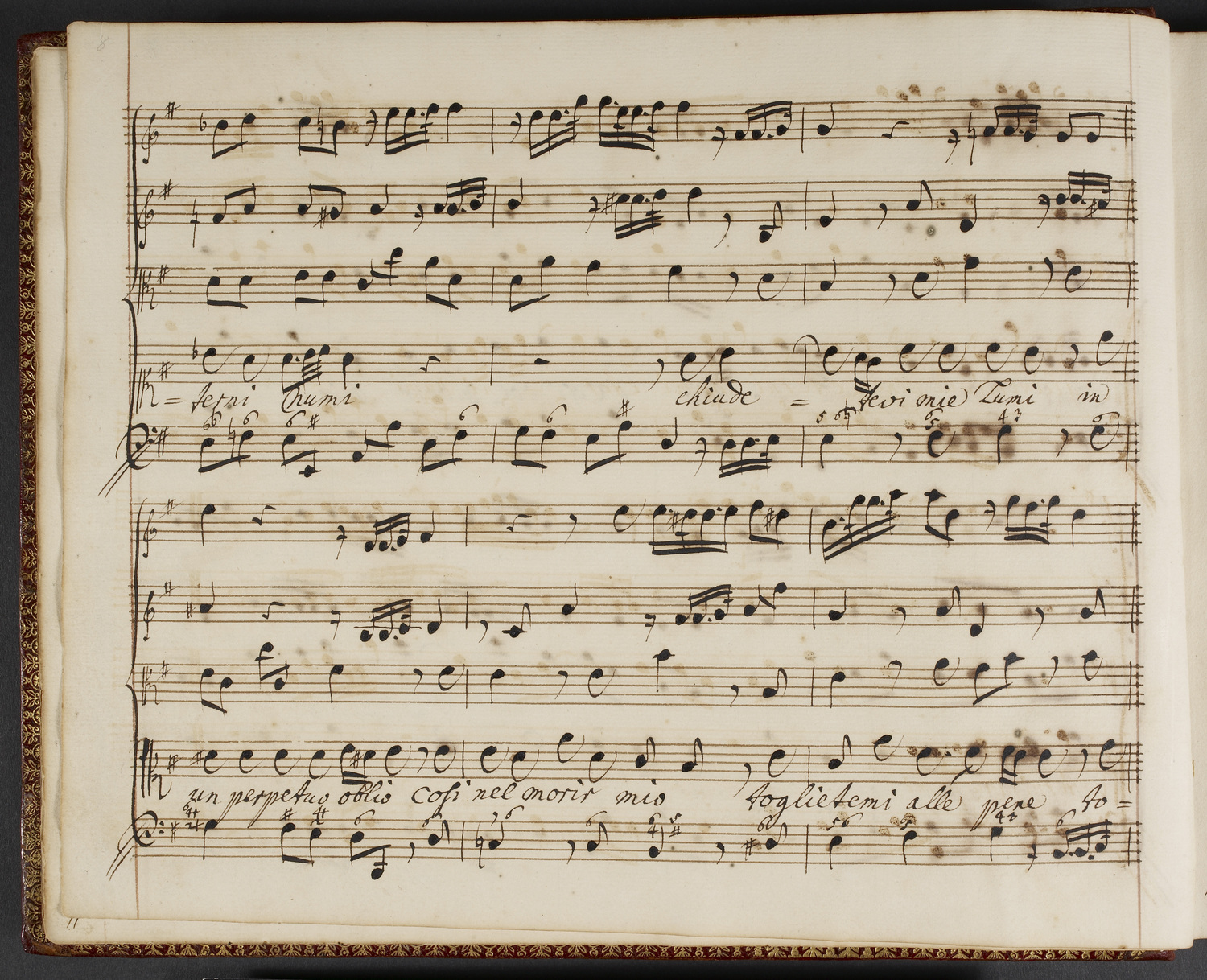
Auszug aus der Partitur von Händels Oper Admeto, re di Tessaglia (BL Add MS 38002 f. 4v)

### Domenico Scarlatti
- Domenico Scarlatti ist seit 1719 in Lissabon Musiklehrer und Hofkapellmeister am Hofe des frommen und verschwendungssüchtigen Königs Johann V. Scarlatti hat hier vor allem geistliche Vokalwerke zu liefern und schreibt auch einige weltliche Serenatas. Er unterrichtet außerdem den jüngeren Bruder des Königs Dom António (1695–1757) und die an Asthma leidende portugiesische Prinzessin Maria Bárbara de Bragança am Cembalo, die sich als hochbegabte Musikliebhaberin erweist.

### Georg Philipp Telemann
- Georg Philipp Telemann ist seit 1721 Cantor Johannei und Director Musices der Stadt Hamburg, eines der angesehensten musikalischen Ämter Deutschlands. In diesem Amt verpflichtet sich Telemann zur Komposition von zwei Kantaten wöchentlich und einer Passion pro Jahr, in späteren Jahren greift er allerdings bei seinen Kantaten auf frühere Werke zurück. Daneben komponiert er zahlreiche Musiken für private und öffentliche Anlässe, etwa für Gedenktage und Hochzeiten. Außerdem hat er für ein Jahresgehalt von 300 Talern auch die Leitung der Hamburgischen Oper am Gänsemarkt übernommen, baut das bereits 1660 von Matthias Weckmann gegründete, aber mittlerweile nicht mehr konzertierende Collegium musicum neu auf und übernimmt zusätzlich eine Stelle als Kapellmeister von Haus aus für den Hof des Markgrafen von Bayreuth. Dorthin liefert er von Zeit zu Zeit Instrumentalmusik sowie eine Oper jährlich.

### Antonio Vivaldi

Antonio Vivaldi – Orlando – Titelseite des Librettos – Venedig 1727

- Antonio Vivaldi ist seit 1726 musikalischer Leiter des Teatro Sant’Angelo in seine Heimatstadt Venedig. Dort wird er sowohl als Komponist als auch als Geigenvirtuose zur lebenden Legende und zum „Wallfahrtsziel“ für viele Musiker aus ganz Europa.
- 10. Februar: Die Uraufführung der Oper Farnace von Antonio Vivaldi nach einem Libretto von Antonio Maria Lucchini findet am Teatro San Angelo in Venedig statt.
- 10. November: Antonio Vivaldis Oper Orlando furioso wird am Teatro San Angelo in Venedig uraufgeführt. Vivaldi hat Grazio Bracciolis Libretto nach der literarischen Vorlage Der rasende Roland von Ludovico Ariosto so gründlich überarbeitet, dass dieser gar nicht mehr als Librettist erwähnt wird.

### Weitere biografische Ereignisse
- Jacques Aubert wird Mitglied der Vingt-quatre Violons du Roy, dem fünfstimmig besetzten Streichorchester am französischen Königshof in Versailles.
- Bei der letzten Aufführung der Oper Astianatte von Giovanni Bononcini, am 6. Juni 1727 am King's Theatre in London kommt es zu einem (heute noch bekannten) Streit zwischen den berühmten Primadonnen Faustina Bordoni und Francesca Cuzzoni. Inmitten der Vorstellung der Oper kommt es zum Eklat, die beiden Primadonnen beginnen sich auf der Bühne zu streiten und sich gegenseitig an den Haaren zu reißen. Dieser Streit ist in ganz London und auch europaweit im Gespräch, was schließlich dazu führt, dass Cuzzoni, die auf Betreiben Händels für die Spielzeit 1727/1728 nicht mehr für die Royal Academy singen sollte, doch wieder engagiert wird. Diese Wiedereinstellung hat sie wohl vor allem dem persönlichen Eingriffen des englischen Königs George I, der in einem Brief an die Direktoren der Royal Academy „erklärte, dass wenn sie sich nicht mit der Cuzzoni einigten, er nicht mehr zur Oper kommen und auch die jährliche Subskriptionsrate von £1000 nicht begleichen würde“.
- Um die Jahreswende 1727/28 kommt es zu einem weiteren Skandal in London, als Giovanni Bononcini das Madrigal In una siepe ombrosa als seine eigene Schöpfung ausgibt. Tatsächlich aber stammt es von Antonio Lotti, der es als Teil seiner Duetti, terzetti e madrigali veröffentlicht hatte. Von da an bekommt Bononcini als „unerwünschte Person“ keine Aufträge mehr und verliert auch seine Mitgliedschaften.
- Louis-Claude Daquin wird Organist an der Pfarrkirche Saint-Paul in Paris. Er erhält den Vorzug vor Jean-Philippe Rameau, der sich ebenfalls beworben hatte.
- Farinelli tritt in Bologna auf, wo er seinen Lehrer und Mentor Antonio Bernacchi erstmals trifft.
- Giovanni Antonio Giay nimmt nach seiner Ausbildung in Rom eine Anstellung auf Malta an. Hier wird er bis 1729 bleiben.
- Johann Adolph Hasse, der seit 1722 in Italien lebt, verlässt Neapel und geht nach Venedig.
- Ein Bittgedicht an August den Starken bringt Christian Friedrich Henrici die Stelle eines Aktuars beim Ober-Postamt in Leipzig ein. Kurz darauf wird er Postsekretär und 1734 Oberpostkommissar.
- Johann Joachim Quantz, der sich von 1726 bis 1727 in Paris und London aufhält, wird in London von Georg Friedrich Händel gedrängt in England zu bleiben. Quantz geht aber zurück nach Deutschland.
- Jean-Philippe Rameau begegnet um 1727 seinem zukünftigen Mäzen Alexandre Le Riche de La Pouplinière, einem Generalsteuereinnehmer (Fermier Général) des Königs Ludwig XV., der Rameau und Familie in seinem Palast in der Rue de Richelieu wohnen lässt. Für mindestens zwölf Jahre wird Rameau das Privatorchester seines Gönners leiten und hier wertvolle Instrumentalerfahrungen sammeln und mit dem Ensemble experimentieren.
- Johann Andreas Rothe veröffentlicht den Text für das Kirchenlied Ich habe nun den Grund gefunden.
- Agostino Steffani besucht zum letzten Mal Italien und trifft Georg Friedrich Händel im Palast von Kardinal Pietro Ottoboni in Rom.

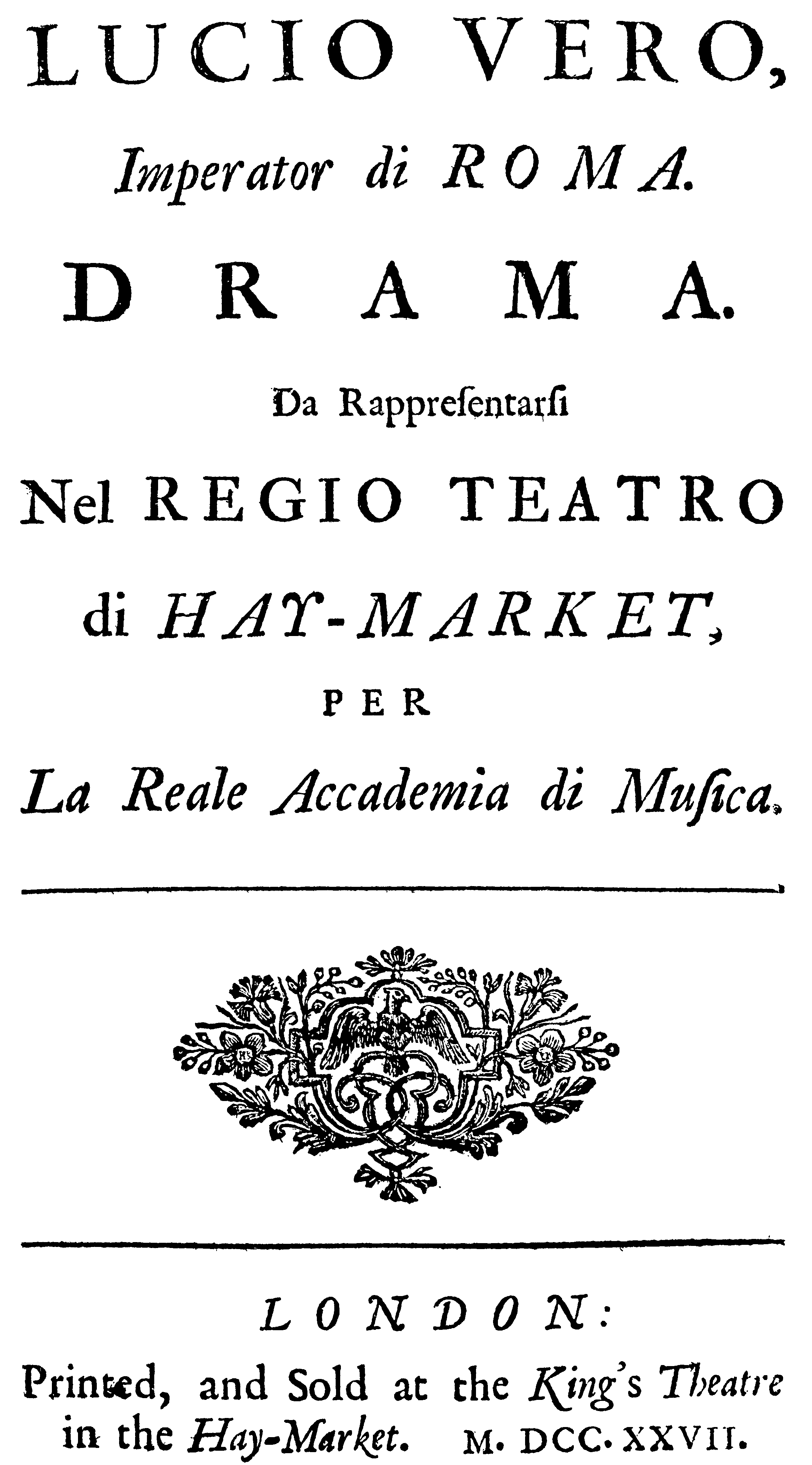
Attilio Ariosti – Lucio Vero – Titelseite des Librettos – London 1727

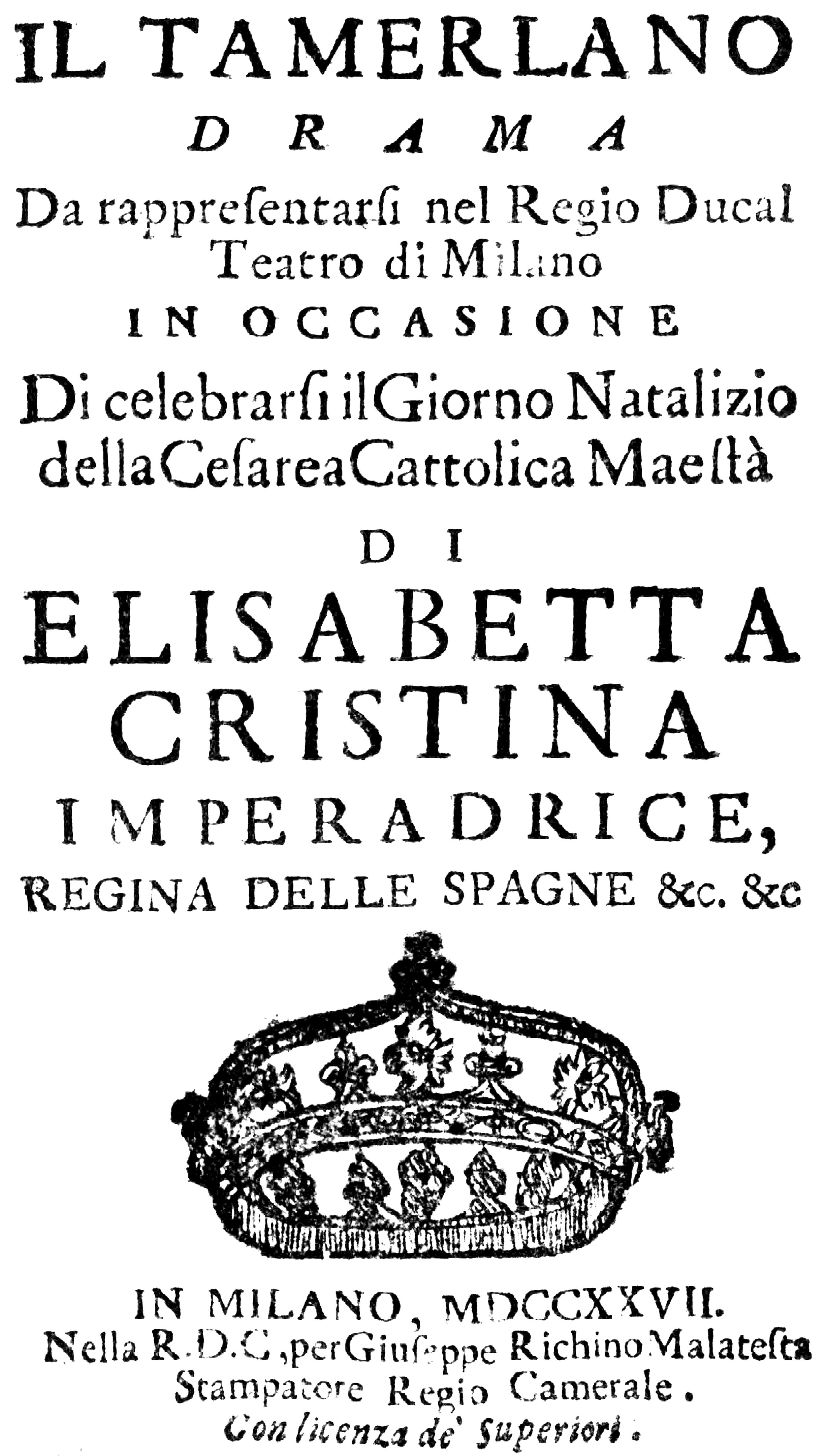
Giovanni Antonio Giay – Il Tamerlano – Titelseite des Librettos – Mailand 1727

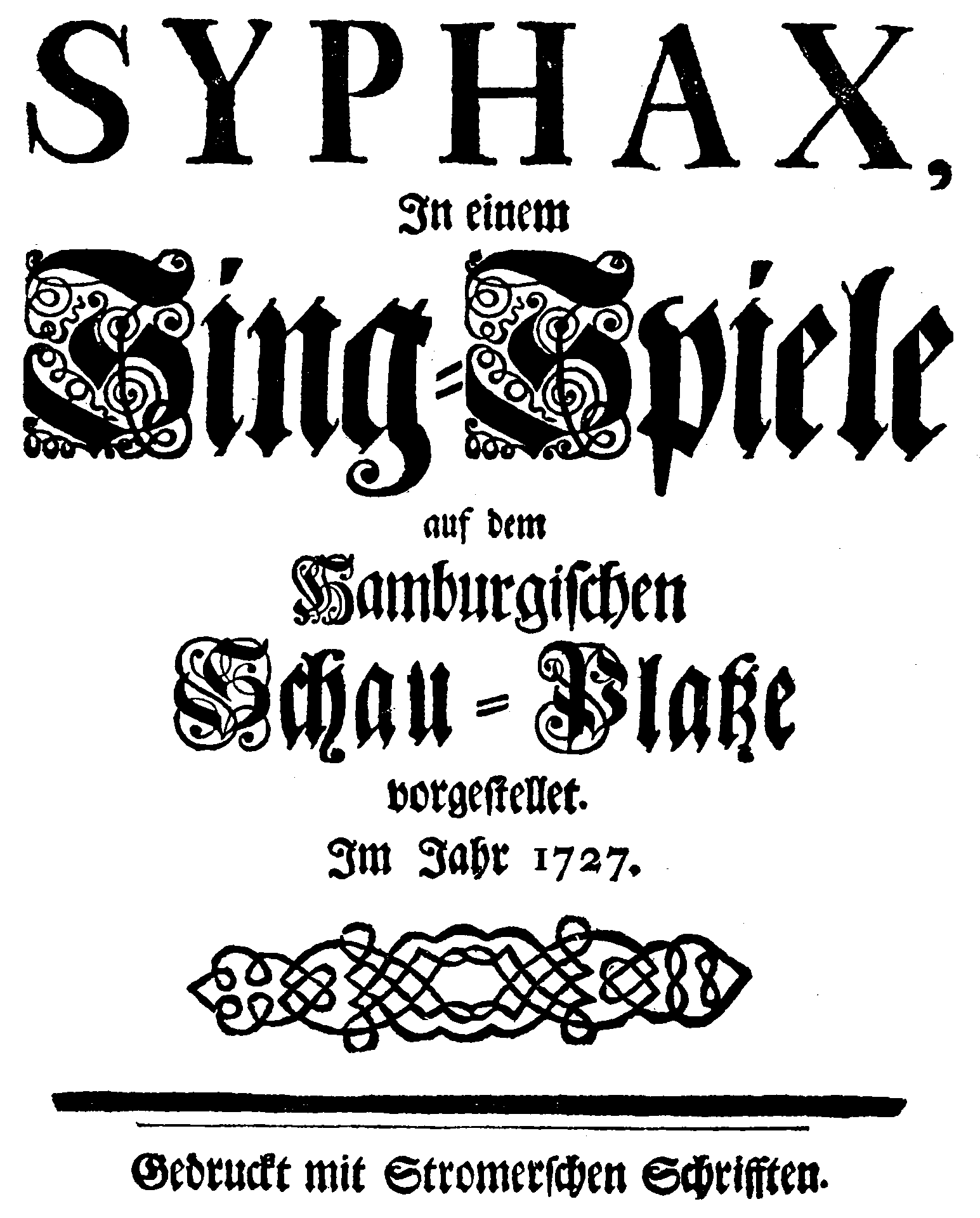
Nicola Antonio Porpora – Syphax – Titelseite des Librettos – Hamburg 1727

### Uraufführungen

#### Bühnenwerke

##### Oper
- 07. Januar: Die Uraufführung der Oper Lucio Vero, imperator di Roma von Attilio Ariosti findet am King’s Theatre in London statt. Das schon 1699 erstmals vertonte Libretto stammt von Apostolo Zeno, vermutlich in einer Bearbeitung von Nicola Francesco Haym.
- 07. Januar: Die Opera pastorale Endimione von Antonio Bioni auf das Libretto von Pietro Metastasio oder Francesco Mazzari wird in Breslau uraufgeführt.
- 11. Januar: Die Opera seria in drei Akten Gismondo, re di Polonia von Leonardo Vinci wird im Teatro delle Dame in Rom uraufgeführt.
- 31. Januar: Die Oper Admeto von Georg Friedrich Händel wird am King’s Theatre am Londoner Haymarket uraufgeführt. Der Urheber des Librettos ist unbekannt, wahrscheinlich stammt es von Nicola Francesco Haym. Als literarische Vorlage diente L’Antigona delusa da Alceste von Aurelio Aureli.
- 06. Februar: Uraufführung der Oper Don Chisciotte in corte della duchessa von Antonio Caldara am Teatrino di corte in Wien
- 10. Februar: Die Uraufführung der Oper Farnace von Antonio Vivaldi nach einem Libretto von Antonio Maria Lucchini findet am Teatro San Angelo in Venedig statt.

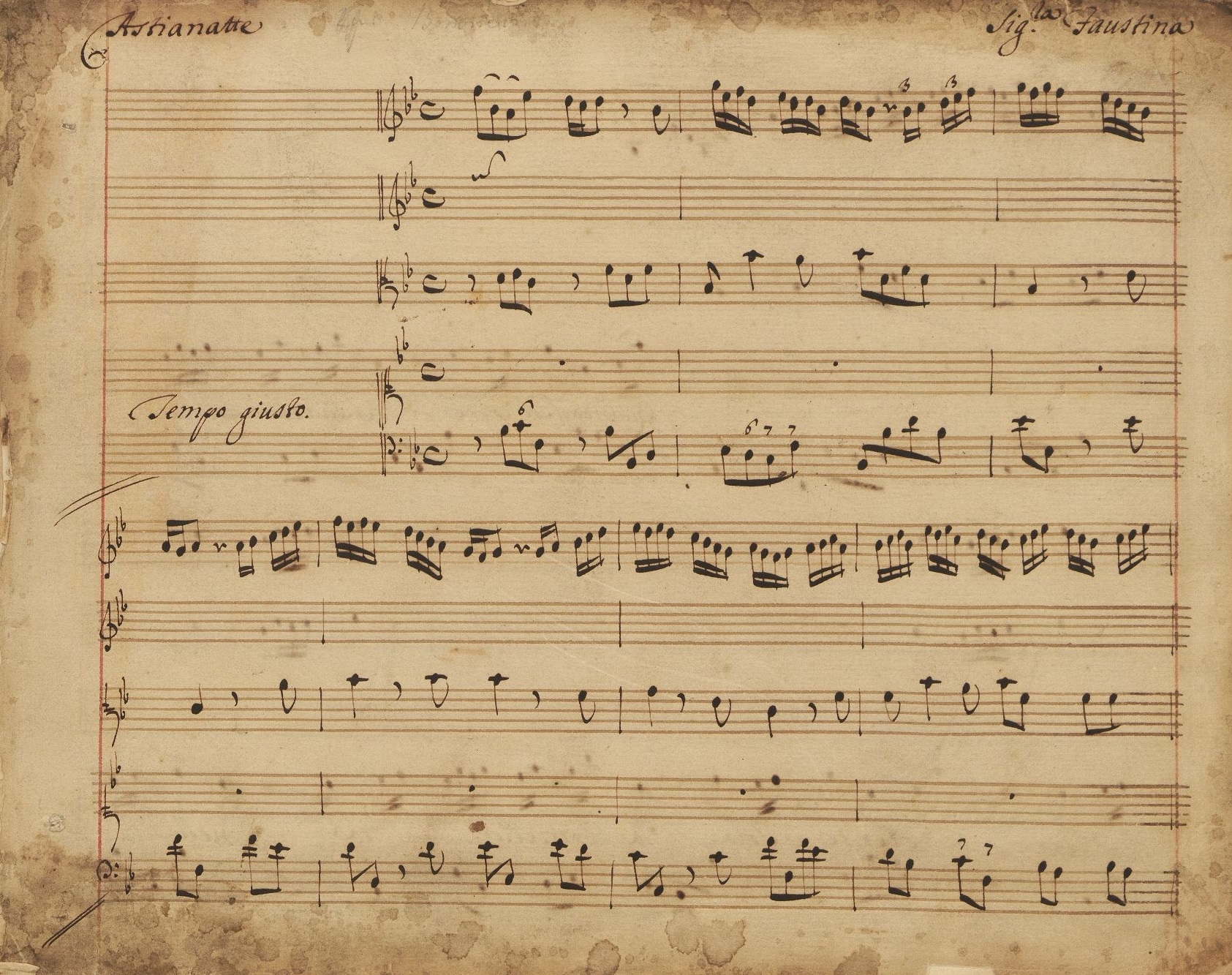
Auszüge aus der Partitur der Oper Astianatte von Giovanni Bononcini

- 06. Mai: Die Oper Astianatte von Giovanni Bononcini mit den beiden Primadonnen Faustina Bordoni und Francesca Cuzzoni in den Hauptrollen erlebt ihre Uraufführung am King’s Theatre in London.
- 00. Mai: Das Dramma per musica Lucio Vero von Antonio Bioni auf das Libretto von Apostolo Zeno wird am Theater im Ballhaus in Breslau uraufgeführt.
- 21. Oktober: Die Uraufführung der Oper Teuzzone von Attilio Ariosti findet am King’s Theatre in London statt.
- 10. November: Antonio Vivaldis Oper Orlando furioso wird am Teatro San Angelo in Venedig uraufgeführt. Vivaldi hat Grazio Bracciolis Libretto nach der literarischen Vorlage Der rasende Roland von Ludovico Ariosto so gründlich überarbeitet, dass dieser gar nicht mehr als Librettist erwähnt wird.
- 11. November: Die Oper Riccardo Primo von Georg Friedrich Händel wird am King’s Theatre in London uraufgeführt. Es ist Händels dritte Oper für das Triumvirat Faustina Bordoni, Francesca Cuzzoni und Senesino. Das Libretto stammt von Paolo Antonio Rolli.
- 00. November: Antonio Bionis Oper Attalo ed Arsinoe auf das Libretto von Grazio Braccioli hat in Breslau Uraufführung.
- Antonio Bioni – Ariodante (Uraufführung in Breslau)
- Giovanni Antonio Giay – Il Tamerlano (Uraufführung in Mailand)
- Leonardo Leo
  - Il Cid
  - Lo matrimonio annascuso
- Benedetto Marcello – Arianna (Intreccio scenico musicale; Libretto von Cassani, Uraufführung in Venedig ca. 1727)
- Nicola Antonio Porpora
  - Siroe, re di Persia (Libretto von Pietro Metastasio; Uraufführung in Rom) erlebt ihre Uraufführung am 11. Februar 1727 im Teatro delle Dame in Rom in einer rein männlichen Besetzung (wegen des Frauenverbots auf den Bühnen der päpstlichen Staaten). Die Titelrolle singt der Altkastrat Giovan Battista Minelli, die prima donna Emira wird vom Sopranisten Farfallino interpretiert.[1][2]
  - Arianna e Teseo (Libretto von D. Lalli nach Pariati; Uraufführung in Venedig)
- Antonio Vivaldi
  - Ipermestra (RV 722)
  - Siroe, re di Persia (RV 735, komponiert spätestens 1727?)
  - Stratonica (RV Anh. 124)[3]

##### Oratorium

Ende des Eingangschores von Bachs Matthäuspassion BWV 244

- 11. April: Die Matthäus-Passion (BWV 244b) von Johann Sebastian Bach hat ihre Uraufführung in der Thomaskirche in Leipzig. Der Text des Werkes stammt von Christian Friedrich Henrici alias Picander.
- Benedetto Marcello – Joaz (Uraufführung in Venedig 1727?)
- Johann Mattheson
  - Der gegen seine Brüder barmherzige Joseph (Libretto von Schubart; Uraufführung in Hamburg)
  - Das durch die Fleischwerdung des ewigen Wortes erfüllte Wort der Verheißung (Libretto von Wend; Uraufführung in Hamburg)
- Georg Philipp Telemann – Mein Heiland, du bist mir zulieb (TWV 5:12)[4]

### Instrumentalmusik

#### Orchestermusik
- Antonio Vivaldi
  - 12 Violinkonzerte La cetra, op. 9

#### Kammermusik
- Joseph Bodin de Boismortier
  - op. 11: 6 Suites à 2 Muzettes (Paris)
  - op. 15: 6 Concertos Pour 5 Flûtes-Traversieres ou autres Instrumens, sans Baße. On peut aussy les joüer avec une Basse (Paris)
  - op. 16: Recueil d’airs à boire et sérieux melé de vaudevilles ou brunettes suivy d’un air italien (Paris)
  - op. 17: 6 Suites à 2 Muzettes, qui conviennent aux vieles, flûtes-a-bec, traversieres, & haubois (Paris)
  - op. 19: 6 Sonates pour la flûte traversière avec la basse (Paris)
- Jean-Baptiste Senaillé – Cinqièmme Livre de 10 Sonates à violon seul avec la basse continue (Paris)
- Georg Philipp Telemann – 6 Sonaten für 2 Flöten (TWV 40:101-106)[4]

### Tastenmusik

#### Cembalo
- Johann Sebastian Bach – Partita Nr. 2 c-Moll, BWV 826 (Einzelpublikation 1727)
- Jean Philippe Rameau – Pièces de clavecin, Bd. 3 (veröffentlicht 1726/1727 in Paris)

#### Orgel
- Johann Sebastian Bach - Trio nach einer Triosonate von Johann Friedrich Fasch (BWV 585, komponiert 1726–1727?)[5]

### Vokalmusik

#### Geistlich
- Johann Sebastian Bach
  - Kantaten
    - Ach Gott, wie manches Herzeleid (BWV 58)
    - Ich habe genug (BWV 82)
    - Ich bin vergnügt mit meinem Glücke (BWV 84)
    - Ich lasse dich nicht, du segnest mich denn (BWV 157, komponiert 1726/1727)
    - Ihr Tore zu Zion (BWV 193)
    - Ihr Häuser des Himmels, ihr scheinenden Lichter (BWV 193a)
    - Laß, Fürstin, laß noch einen Strahl (BWV 198)

  - Motetten
    - Singet dem Herrn ein neues Lied (BWV 225, komponiert 1726/1727)[5]

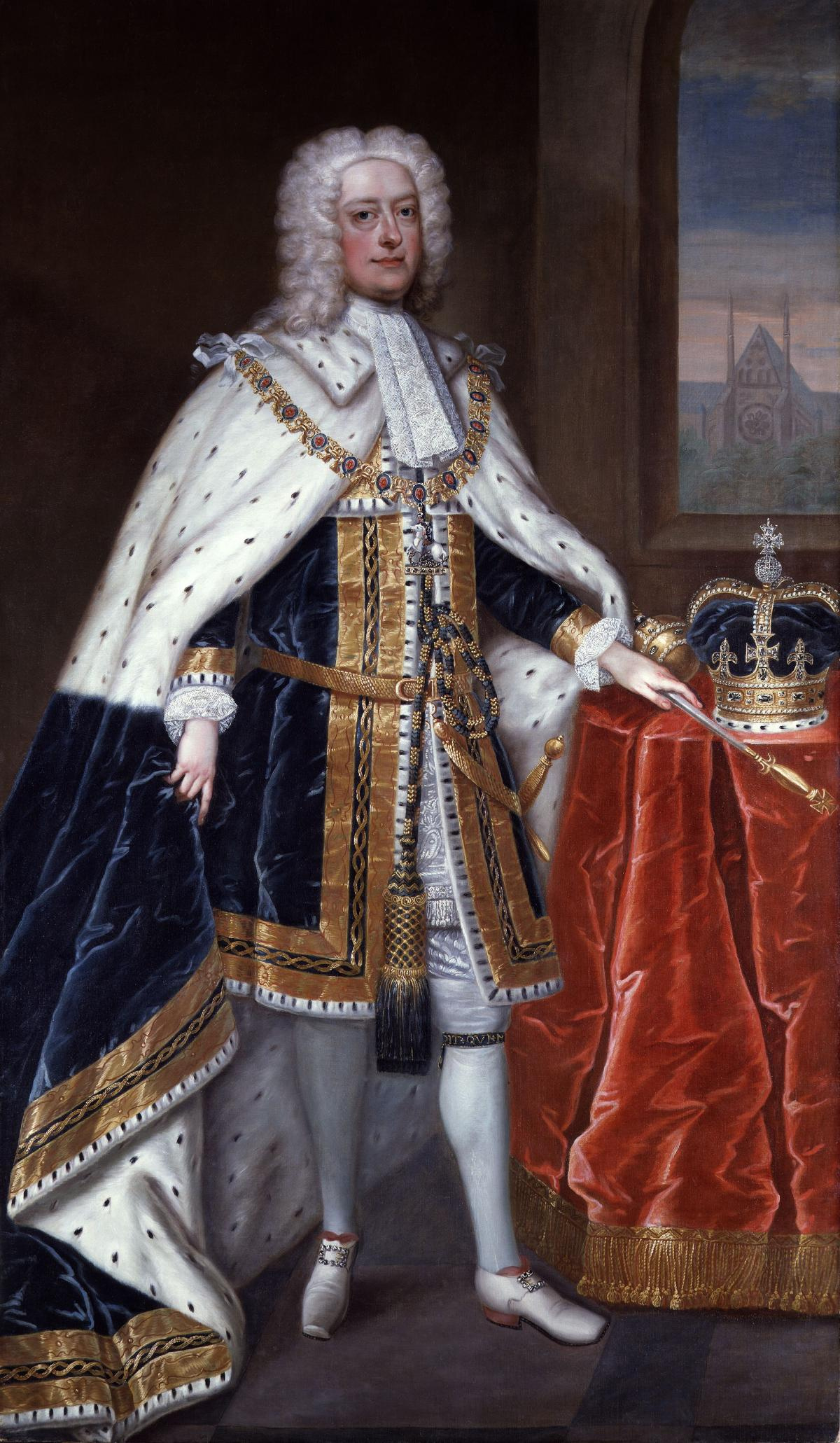
König George II. im Krönungsornat

- Georg Friedrich Händel – Coronation Anthems („Krönungshymnen“) zur Krönung von George II.
  - Anthem I: Zadok the priest
  - Anthem II: Let thy hand be strengthened
  - Anthem III: The king shall rejoice
  - Anthem IV: My heart is inditing
- Agostino Steffani – Qui diligit Mariam [Filium/Christum], für zwei Soprane, Alt, Tenor, Bass und Basso continuo
- Antonio Vivaldi – verschiedene Motetten u. a. (nicht genau datierbar)[3]

#### Weltlich
- Johann Sebastian Bach
  - Kantate Ich bin in mir vergnügt (BWV 204, komponiert 1726/1727)
  - Kantate Entfernet euch, ihr heitern Sterne (BWV Anhang 9)
- Joseph Bodin de Boismortier
  - op. 16: Recueil d’airs à boire et sérieux melé de vaudevilles ou brunettes suivy d’un air italien (Paris)
- Antonio Vivaldi – Kantaten
  - Sorge vermiglia in ciel (RV 667, komponiert ca. 1727–1728)
  - Tra l’erbe i zeffiri placidi (RV 669, komponiert ca. 1727)[3]

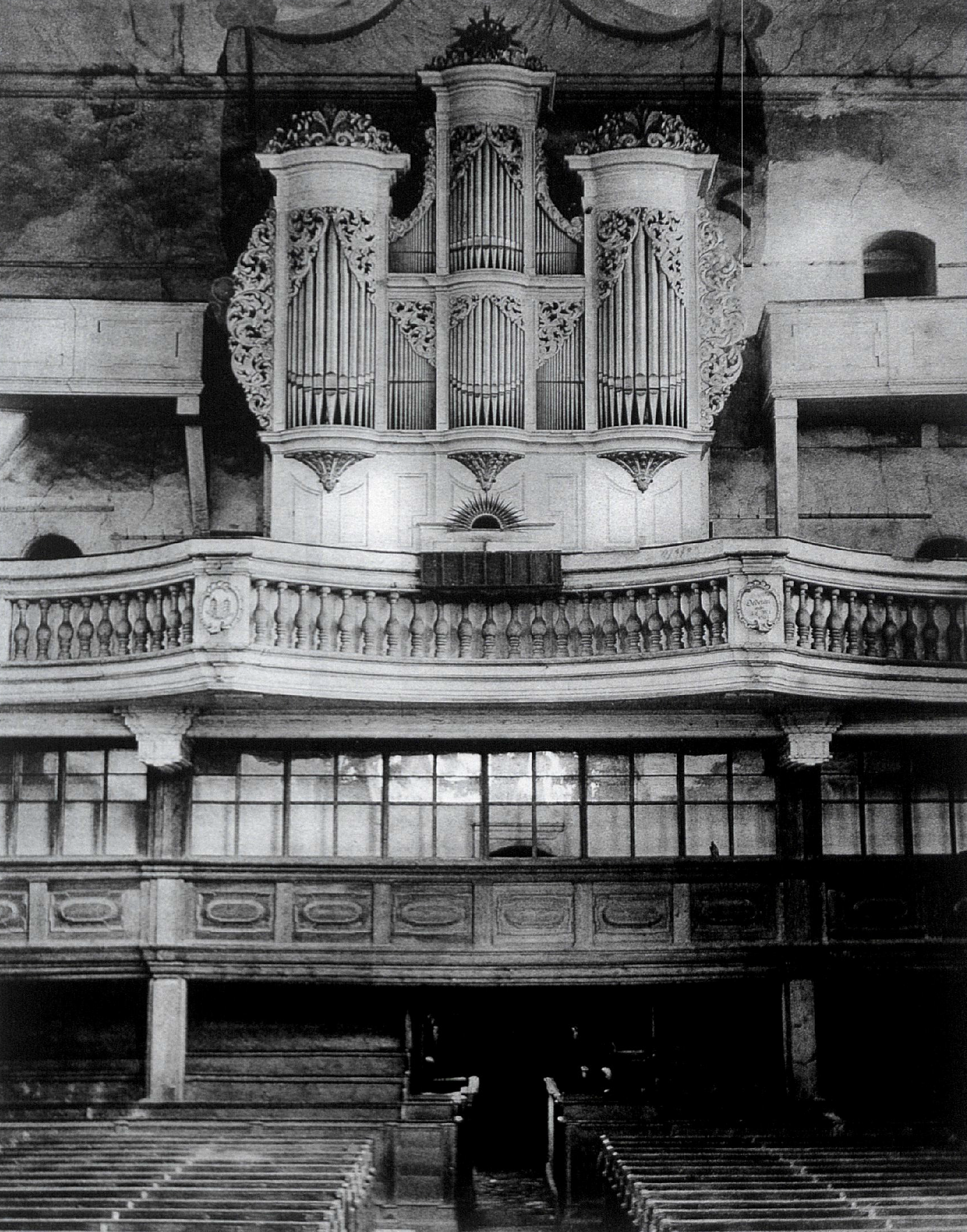
Orgel von Gottfried Silbermann in der Stadtkirche Oederan

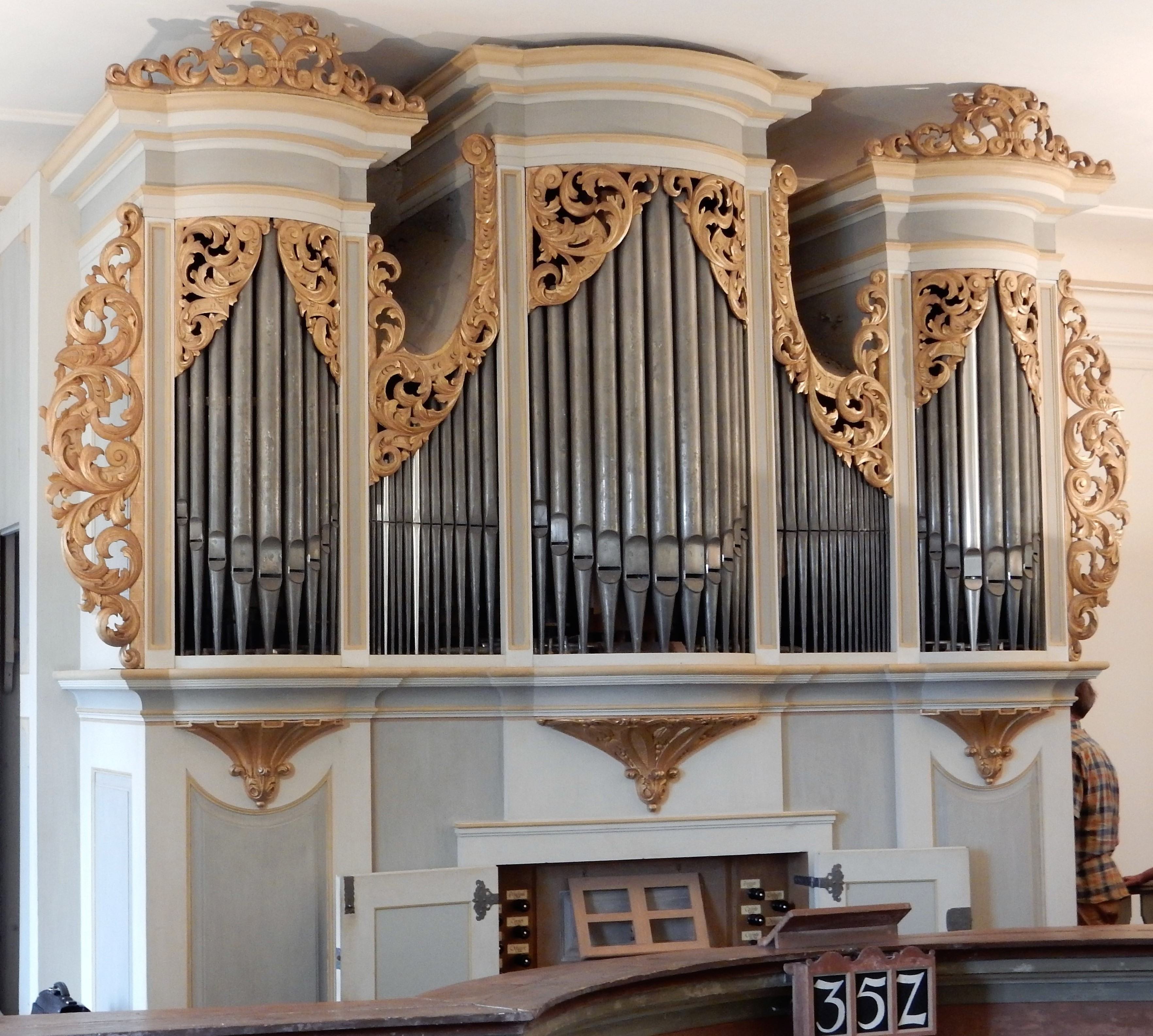
Orgel von Gottfried Silbermann in der Ev. Dorfkirche in Lebusa

### Instrumentenbau
- Zacharias Hildebrandt stellt die Orgel für den Hl.-Geist-Stift in Sangerhausen fertig.
- Gottfried Silbermann
  - beendet den Bau der Orgel in der Stadtkirche in Oederan
  - stellt die Orgel für St. Petri in Rochlitz fertig
  - beendet den Bau der Orgel für die Ev. Dorfkirche in Lebusa
  - beginnt den Bau der Orgel in der Dorfkirche in Püchau und
  - beginnt den Bau der Orgel in der Stadtkirche St. Georgen in Glauchau.
- In der Werkstatt von Antonio Stradivari werden
  - die Geigen: Barrère, Davidov Morini, Général Dupont, Holroyd, Kreutzer, Hart ex Francescatti, Baron Deurbroucq, Paganini Comte Cozio di Salabue, Halphen Benvenuti und Vesuvius
  - die Bratsche Cassavetti und
  - die Violoncelli Chester-Ward (ca. 1727), Iwasaki (ca. 1727), Bein Fruh (ca. 1727) und Fruh Gamba gefertigt.

## Geboren

### Geburtsdatum gesichert
- 13. Januar: Pierre Laujon, französischer Schriftsteller, Librettist, Chansonnier und Mitglied der Académie française († 1811)
- 03. Februar: Benet Julià i Ros, katalanischer Organist und Komponist († 1787)
- 25. Februar: Armand-Louis Couperin, französischer Komponist und Organist († 1789)
- 09. März: Johann Gottlieb Preller, deutscher Kantor, Komponist und Landvermesser († 1786)
- 30. März: Tommaso Traetta, italienischer Komponist († 1779)
- 14. März (getauft): Johann Gottlieb Goldberg, deutscher Cembalist und Organist († 1756)
- 05. April: Pasquale Anfossi, italienischer Kapellmeister und Komponist († 1797)
- 29. April: Jean Georges Noverre, französischer Tänzer und Choreograph († 1810)
- 15. Juni: Charlotte Elisabeth Nebel, deutsche Kirchenlieddichterin und Erbauungsschriftstellerin († 1761)
- 23. August: Friedrich Hartmann Graf, deutscher Komponist und Flötist († 1795)
- 27. August: Gian Battista Frizzoni, Schweizer Pfarrer und Kirchenlieddichter († 1800)
- 19. September: Renatus von Zinzendorf, deutscher Kirchenlieddichter († 1752)
- 24. September: Johann Heinrich Silbermann, elsässischer Orgelbauer, Klavierbauer, Organist und Komponist († 1799)

### Genaues Geburtsdatum unbekannt
- Jakob Friedrich Grundmann, deutscher Holzblasinstrumentenmacher († 1800)
- Johann Christoph Oesterlein, deutscher Musikinstrumentenbauer († 1792)

## Gestorben

### Todesdatum gesichert
- 01. Februar: Giuseppe Sala, venezianischer Musikverleger, Drucker und Buchhändler (* um 1643)

Francesco Gasparini; † 22. März

- 22. März: Francesco Gasparini, italienischer Komponist (* 1661)
- 06. April: Johann Conrad Weißhaupt, deutscher Orgelbauer (* 1657)
- 11. April: Heinrich Theobald Schenk, deutscher evangelischer Theologe und Kirchenliedkomponist (* 1656)
- 02. Mai: Giuseppe Maria Jacchini, italienischer Cellist und Komponist (* 1663)
- 28. Mai (begraben): Johann Balthasar von Herold, deutscher Glockengießer und Geschützgießer (* unbekannt)
- 22. Juni: Andreas Reinecke, deutscher Orgelbauer (* zwischen 1675 und 1680)
- 10. Juli: Johann Jakob Dahm, deutscher Orgelbauer (* 1659)
- 30. Juli: Johann Christoph Bach, deutscher Kantor, Organist und Komponist (* 1673)

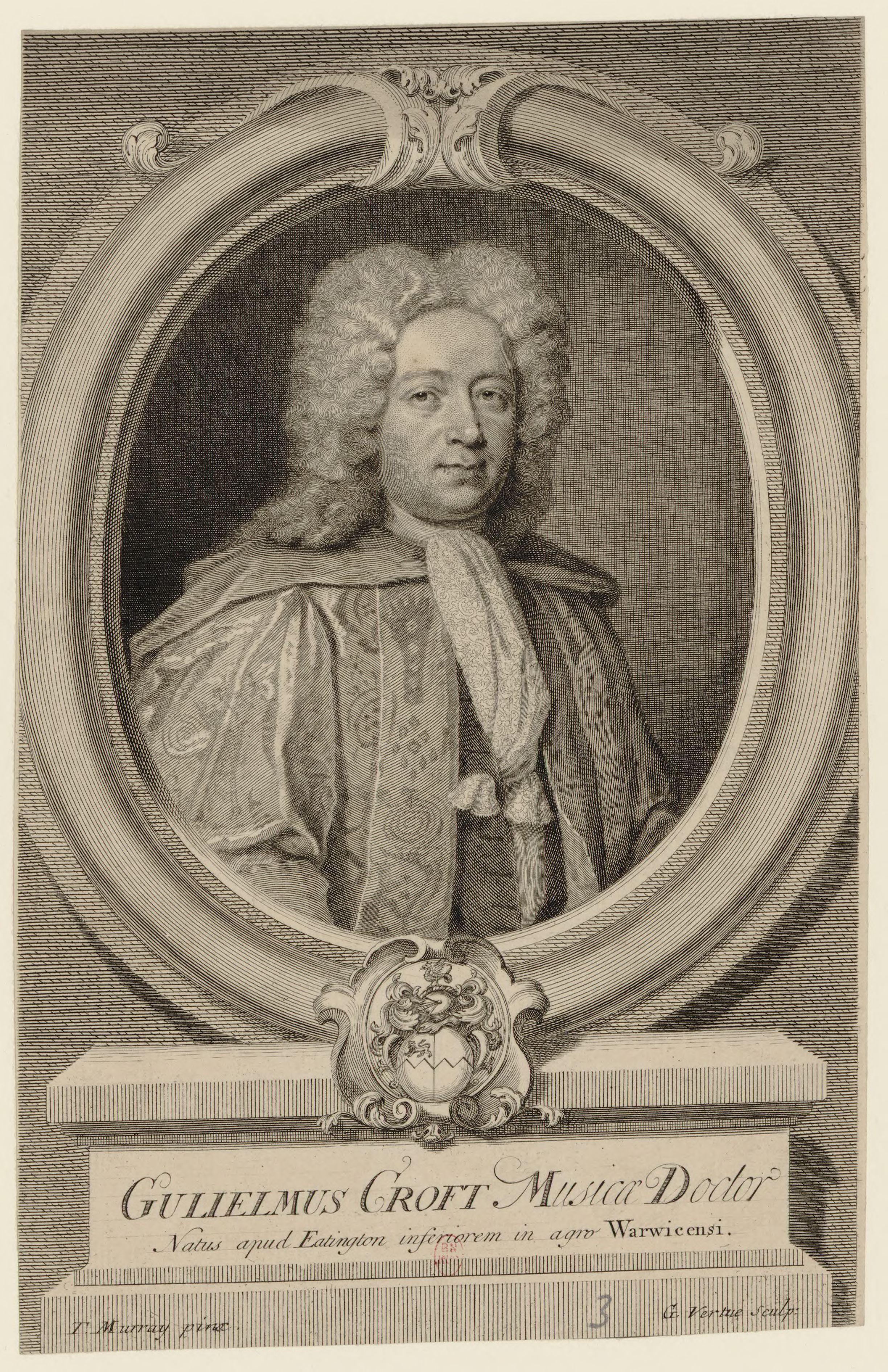
William Croft; † 14. August

- 14. August: William Croft, britischer Organist und Komponist (* 1678)
- 20. August: Ernst Lange, deutscher Kirchenlieddichter (* 1650)
- 09. September: Pierre Vezin, Violinist, Kurfürstlich Hannoverscher und Königlich Britischer Hof- und Kammermusiker (* 1654)
- 12. September: Henrich Mencke, deutscher Orgelbauer (* 1677)
- 10. Oktober: Alphonse d’Ève, flämischer Komponist und Kapellmeister (* 1666)
- 00. November: Johann Sigismund Kusser, deutscher Kapellmeister und Komponist (getauft 1660)
- 01. Dezember: Johann Heinrich Buttstedt, deutscher Organist und Komponist (* 1666)
- 18. Dezember: Johann Baptist Matthäus Trost, deutscher Komponist (* 1669)

### Genaues Todesdatum unbekannt
- Johann Matthias Naumann, deutscher Orgelbauer (* unbekannt)